# Mimicat

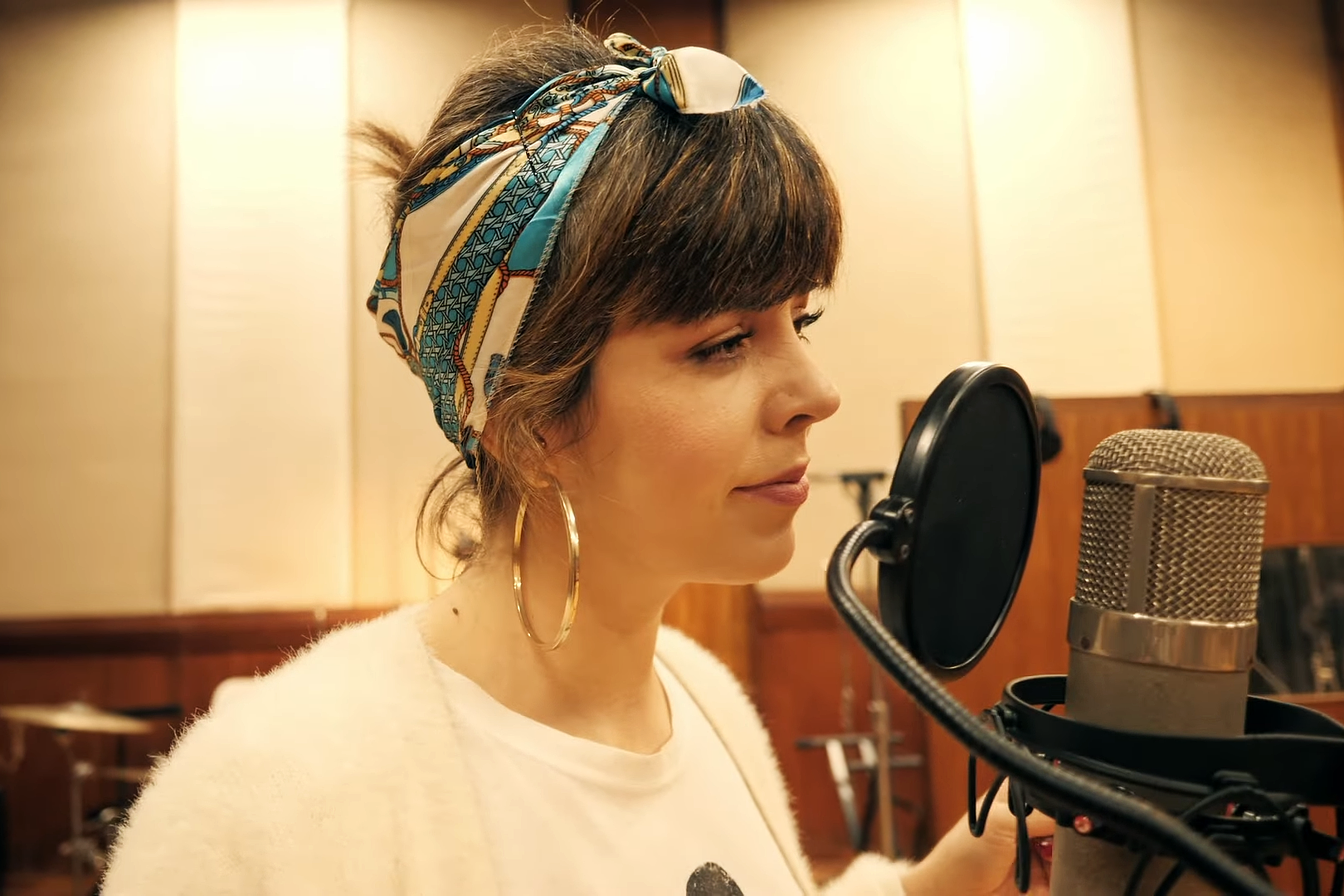
Mimicat (2020)

Maria Isabel Lopes Mena (* 25. Oktober 1984 in Coimbra), bekannt als Mimicat, ist eine portugiesische Sängerin und Songwriterin. Sie vertrat Portugal beim Eurovision Song Contest 2023 in Liverpool mit ihrem Lied Ai coração. Ihr musikalischer Stil ist vom Soul der 1960er Jahre geprägt, ihre meist selbstgeschriebenen Stücke präsentiert sie dabei mit modernen Instrumentierungen und Arrangements. Auch ihr Kleidungsstil ist häufig von dieser Zeit inspiriert, aber mit modernen Versatzstücken.

## Leben und Karriere
Mimicat war seit ihrer Kindheit musikbegeistert und hat sich autodidaktisch Singen und Komponieren beigebracht. Bereits mit neun Jahren soll sie ein erstes Album aufgenommen haben. 2001 nahm sie mit 15 Jahren unter dem Künstlernamen Izamena mit dem Lied Mundo colorido am Festival da Canção teil, konnte sich jedoch nicht fürs Finale qualifizieren.
2014 veröffentlichte sie ihr erstes Album For You bei Sony Music Portugal, die Singleauskopplung Tell Me Why war später Teil des Soundtracks der Telenovela Jardins Proibidos. Die Tour zum Album führte sie bis nach Brasilien. Seit 2015 trat sie auch auf verschiedenen Festivals in Portugal und Brasilien auf. 2017 folgte ihr zweites Album Back in Town. Ihr erstes Lied in portugiesischer Sprache sang sie 2019, als sie Até ao fim ihren Eltern widmete, die sich damals vor 50 Jahren kennen und lieben lernten.
Nach der Geburt ihres ersten Sohnes und der folgenden Babypause veröffentlichte sie 2021 ihre Single Tudo ao ar.
2023 nahm Mimicat am portugiesischen Vorentscheid für den Eurovision Song Contest 2023, Festival da Canção 2023, teil. Diesen konnte sie im Finale am 11. März gewinnen, nachdem die Jury unentschieden stimmte und der überraschend eindeutige Publikumsentscheid ihr den Sieg brachte. Sie vertrat somit Portugal mit ihrem Lied Ai coração beim Eurovision Song Contest. Im ersten Halbfinale am 9. Mai erreichte sie den 9. Platz und qualifizierte sich damit für das Finale am 13. Mai. Im Finale belegte sie Platz 23 von 26 Teilnehmern.
Das Lied Ai coração (zu deutsch: Ach, Herz) komponierte sie bereits 2014, als sie Stücke für ihr erstes Album schrieb. Da es eher von Cabaretliedern der 1940er und 50er inspiriert und damit anders ist, nahm sie es nicht für das Album auf. Nun will sie es für ihren Auftritt in Liverpool auch entsprechend an Cabaret-Revue-Stücke der 1940er und 50er Jahre angelehnt inszenieren.
Für 2023 hat Mimicat ihr drittes Album angekündigt, von dem die erste Single bereits erschien, Mundo ao contrário, ein Duett mit dem Sänger Filipe Gonçalves.

## Diskografie

### Alben
- 2014: For You
- 2017: Back in Town
- 2024: Peito

### Singles
- 2014: Tell Me Why
- 2015: Savior
- 2016: Stay Strong
- 2016: Gave Me Love
- 2017: Fire
- 2017: Going Down
- 2021: Tudo ao ar
- 2023: Mundo ao contrário (mit Filipe Gonçalves)
- 2023: Ai coração
- 2023: Vais ter saudades
- 2024: Peito